# Андали
Андали (итал. Andali) је насеље у Италији у округу Катанцаро, региону Калабрија.
Према процени из 2011. у насељу је живело 754 становника. Насеље се налази на надморској висини од 623 м.

## Становништво
Према резултатима пописа становништва 2011. у општини је живело 795 становника.
| 1931. | 1936. | 1951. | 1961. | 1971. | 1981. | 1991. | 2001. | 2011. |
| ----- | ----- | ----- | ----- | ----- | ----- | ----- | ----- | ----- |
| 1.458 | 1.615 | 1.717 | 1.644 | 1.535 | 1.261 | 1.173 | 954   | 795   |